# صديق منزول
صديق محمد منزول (م. 1932 – و. 11 أبريل 2003) هو لاعب كرة قدم سوداني راحل، لعب مع نادي الهلال السوداني ومنتخب السودان. شارك صديق في أول بطولة لكأس الأمم الأفريقية لكرة القدم عام 1957، وشارك أيضًا في النسخة الثانية عام 1959.

## وصلات خارجية
صديق محمد منزول على موقع الاتحاد الدولي (مؤرشف)  (الإنجليزية)
- صديق محمد منزول على موقع ناشيونال فوتبول تيمز (الإنجليزية)